# Zvoňte, zvonky
Zvoňte, zvonky je první dlouhohrající deska slovenské beatové skupiny Prúdy. Vyšla poprvé v roce 1969 v Supraphonu (Su 013 0740), podruhé byla (ještě jako vinylová deska) reeditovaná ve slovenském Opusu v roce 1990 (9013 2237). V roce 1993 byla deska poprvé reeditovaná na CD a MC, a to u firmy Pavian Records (Pavian PM 0007-2311). Ke třicátému výročí vydání desky vyšlo remastrované CD u firmy Sony Music/Bonton (495360 2), které bylo doplněno řadou bonusových písní. Bez bonusů vyšlo též celé album v roce 2007 jako příloha hudební edice deníku Sme, nazvané Slovenské legendárné albumy.
Deska je kompilací rozhlasových nahrávek, vznikajících od zimy roku 1968, doplněné třemi skladbami staršího data. Skladby pořizovala skupina Prúdy v bratislavském studiu Československého rozhlasu. LP bylo nahráno víceméně celé v obsazení Marián Varga – klavír, Pavol Hammel – zpěv, kytara, Peter Saller – sólová kytara, Fedor Frešo – baskytara a Vlado Mallý – bicí, perkuse a hoboj. V písničkách číslo 3 (Balada o smutnom Jánovi) a číslo 12 (Čierna ruža) figurovali dřívější hráči kapely, totiž Vladimír Kaššay – baskytara a Peter Petro – bicí. Pouze skladba číslo 5 (Strašidlo) je ještě staršího data (jedná se o mix dvou různých nahrávek), a na ní na bicí hraje Ľubor Dolinský. Při vydání desky v roce 1969 už původní obsazení kapely neexistovalo (Varga a Frešo odešli do nově založené kapely Collegium Musicum).
Album samotné produkoval Pavol Zelenay, o hudební režii se starali Leoš Komárek a Jiří Pekárek. Zvukovou režii obstarávali Vlado Marko a Peter Hubka, dramaturgii celého alba měl na starosti Ľudovít Štassel. Obal vytvořil Peter Puškár.

## Reedice 1999
K remasterovanému vydání na CD bylo přidáno několik bonusů, které vznikaly v době, kdy byly nahrány původní písně alba, tj. na sklonku roku 1968 ve studiích Československého rozhlasu v Bratislavě a též v pražském studiu FYSIO. Písně 13 a 14 (Tam v Massachusetts a Spievam si pieseň) vyšly původně na SP v roce 1968 (Supraphon 0 43 0447 h). Písně 15 a 17 (Biela holubica a Po písmenku) pochází z kompilačního dvojalba Pavol Hammel a Prúdy 1966-1975, které vyšlo v roce 1982 u slovenské nahrávací firmy Opus (9113 1328/9). Píseň číslo 16 (Zaklínač hadov) byla B stranou supraphonského singlu z roku 1968 (0 43 0554 h), jehož A strana, píseň Čierna ruža, je v jiné verzi obsažena na této LP a tato verze vyšla již dříve na CD kompilaci nazvané Bigbít 1968–1969 (71 0606-4 Bonton Music). Píseň číslo 18 (Keď zomrie lev) pochází původně z LP kompilace Beatová horúčka 1965–1970 (Opus 9013 2113), která později vyšla i na CD. Poslední čtyři písně jsou poněkud staršího data (pocházejí z let 1969–1970). Všechny čtyři vyšly na EP ve vydavatelství Panton (33 0262) v roce 1971. Nahrála je zčásti nová sestava Prúdů (v čele s Františkem Griglákem), přičemž na poslední skladbě Ráno hostuje víceméně inkognito skupina Collegium Musicum. Omylem se při masteringu bonusového alba stalo, že v první vydané verzi CD jsou přehozené poslední dvě skladby (Ráno a Mama). V další dolisované sérii jsou už písně opravené podle bookletu.
Editorem celého remasterovaného alba byl Peter Pišťanek, o samotný remastering nahrávek se staral Alexander Soldán. Výtvarnou podobu CD měl na starosti Peter Sedlák.

## Seznam skladeb

### Strana A
- 1. Zvonky, zvoňte (Marián Varga / Rudolf Skukálek) 3:33
- 2. Pred výkladom s hračkami (Pavol Hammel / Boris Filan) 3:52
- 3. Balada o smutnom Jánovi (Pavol Hammel / Boris Filan) 2:11
- 4. Jesenné litánie (Pavol Hammel / Kamil Peteraj) 4:46
- 5. Strašidlo (Marián Varga / Ján Masaryk) 2:33
- 6. Keď odchádza kapela (Marián Varga / Boris Voroňák) 3:33

### Strana B
- 7. Poď so mnou (Marián Varga / Rudolf Skukálek) 3:38
- 8. Možno, že ma ráda máš (Marián Varga / Rudolf Skukálek) 2:29
- 9. Možno (Marián Varga / Ján Masaryk) 3:29
- 10. S rukami vo vreckách (Marián Varga - Pavol Hammel / Rudolf Skukálek) 3:37
- 11. Dám ti lampu (Marián Varga / Kamil Peteraj) 1:59
- 12. Čierna ruža (Marián Varga / Ján Masaryk) 3:34

#### Obsazení
- Marián Varga – klavír, varhany, cembalo, zvonkohra
- Pavol Hammel – zpěv, akustická kytara
- Peter Saller – sólová kytara
- Fedor Frešo – basová kytara, vokály (1, 2, 4, 6–10), zvony (7), basový pedál (10), kontrabas (11)
- Vlado Mallý – bicí nástroje, perkuse, hoboj, vokály (1, 2, 4, 6–11)
- Vlado Kaššay – basová kytara, vokály (3, 5, 12)
- Peter Petro – bicí nástroje, perkuse, vokály (3, 5, 12)
- Ľubor Dolinský – bicí nástroje (5)

#### Hosté
- Dechová sekce skupiny Traditional Club Bratislava (6)

### Bonusy ve vydání ke 30. výročí
- 13. Tam v Massachusetts (The light went on in Massachusetts) (Robin Gibb / Boris Droppa) 2:30
- 14. Spievam si pieseň (Pavol Hammel / Rudolf Skukálek) 2:23
- 15. Biela holubica (Pavol Hammel / Ján Masaryk) 2:47
- 16. Zaklínač hadov (Peter Saller - Pavol Hammel / Milan Lasica) 1:51
- 17. Po písmenku (Pavol Hammel / Miroslav Válek) 2:38
- 18. Keď zomrie lev (Pavol Hammel / Boris Filan) 2:51
- 19. Šesť starcov (alternatívna verzia) (Pavol Hammel / Boris Filan) 4:40
- 20. Medový máj (Pavol Hammel / Kamil Peteraj) 2:35
- 21. Mama (Pavol Hammel) 2:56
- 22. Ráno (Pavol Hammel - Marián Varga / Boris Filan) 3:50

#### Obsazení v bonusech
- Marián Varga – klavír, varhany, cembalo, zvonkohra
- Pavol Hammel – zpěv, akustická kytara
- Peter Saller – sólová kytara (13–16, 18, 19)
- Fedor Frešo – basová kytara a vokály (18–22), basová mandolína (17)
- Vlado Mallý – bicí nástroje, perkuse, hoboj, vokály (16, 18–21)
- Vlado Kaššay – basová kytara a vokály (12–16)
- Ľubor Dolinský – bicí nástroje (16)
- Peter Petro – bicí nástroje, perkuse, vokály (13–15)
- František Griglák – elektrická kytara (20)
- Dušan Hájek – bicí nástroje (22)

#### Hosté
- Smyčcový orchestr diriguje Juraj Berczeller (14)